# Mariakapel (Lange Heide)

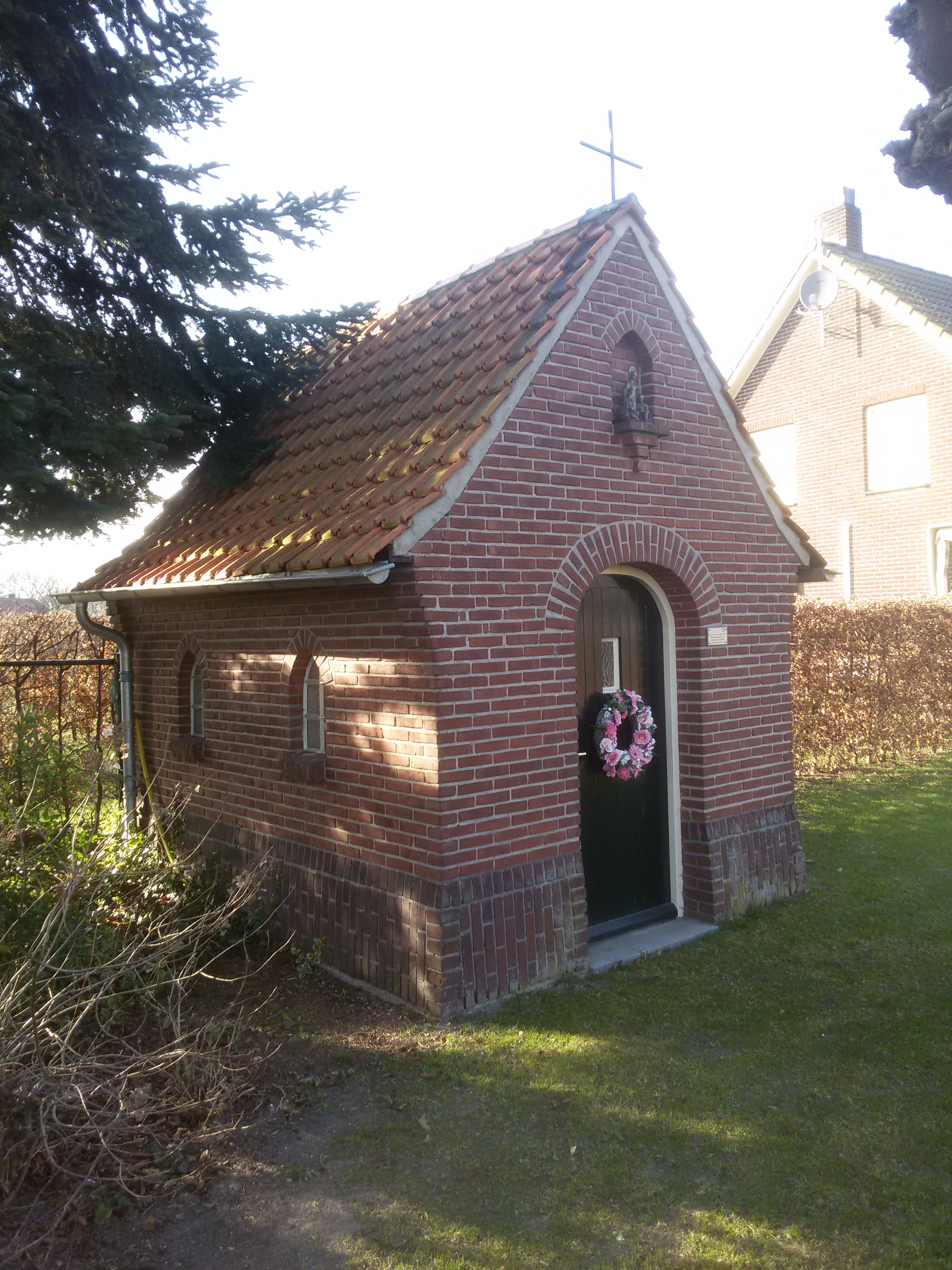
De Mariakapel van Lange Heide

De Mariakapel is een veldkapel in buurtschap Lange Heide bij Maasbree in de Nederlandse gemeente Peel en Maas. De kapel staat aan een splitsing in de buurtschap bij nummer 30, ten noordoosten van het dorp Maasbree.
Op ongeveer twee kilometer naar het zuidwesten staat de Mariakapel in Korte Heide en op ongeveer 1300 meter naar het zuidoosten staat de Kapel in 't Rooth. De kapel lijkt sterk op de andere Mariakapel in Korte Heide die tweeënhalve kilometer ten zuidwestelijk van die in Langen Heide staat.
De kapel is gewijd aan Maria, specifiek aan Onze-Lieve-Vrouw van de Goede Duik. Voor de kapel staat twee lindebomen.

## Geschiedenis
De familie Cox bood in de Tweede Wereldoorlog aan verzetsstrijders onderdak. Uit dankbaarheid bouwde de familie de kapel.

## Gebouw
De bakstenen kapel is opgetrokken op een rechthoekig plattegrond en wordt gedekt door een met rode pannen gedekt zadeldak met een hol-gebogen dakvoet. Het basement van de kapel loopt schuin uit en is uitgevoerd in donkere stenen. In beide zijgevels zijn twee spitsboogvensters aangebracht. De frontgevel en achtergevel zijn een puntgevel met een verbrede aanzet. Op de top van de frontgevel staat een metalen kruis en hoog in de frontgevel is een spitsboogvormige aangebracht met daarin een heiligenbeeldje dat Maria toont terwijl zij bescherming biedt aan twee onderduikers. In de frontgevel bevindt zich de korfboogvormige toegang die wordt afgesloten met een deur met daarin een rechthoekig venster.
Van binnen is de kapel wit gestuukt en wordt ze overwelft door een grijs geschilderd spitstongewelf. De overgang van de wand naar het gewelf in de zijwanden is uitgevoerd in drie lagen rode bakstenen. Op de achterwand zijn er drie bakstenen consoles gemetseld. Boven de middelste en grootste console bevindt zich een met rode bakstenen omlijste spitsboogvormige nis die wordt afgesloten met een glasplaat. Het gewelf van de nis is wit geschilderd met blauwe sterren en de achterwand van de nis is meerkleurig beschilderd. In de nis staat een Mariabeeldje die de Onze-Lieve-vrouw toont terwijl zij bescherming biedt aan twee onderduikers. Onder de consoles is op de achterwand een banderol geschilderd met daarin de tekst:

MARIA, WIJ DANKEN U